# Treprostinil
Treprostinil es un medicamento, análogo sintético de prostaciclina, que se  administra por vía subcutánea para mejorar los síntomas hemodinámicos de la hipertensión pulmonar. Otros análogos de la prostaciclina son administrados por vía inhalada (Iloprost); u oral (beraprost).

## Farmacología
Como análogo de la prostaciclina (PGI2), treprostinil tiene efectos vasodilatadores de arterias sistémicas así como pulmonares, lo cual a su vez reduce la presión arterial. Treprostinil también inhibe la agregación plaquetaria, aunque el rol que este fenómeno juega en relación con la hipertensión pulmonar no ha sido aún determinada.[cita requerida]

## Historia
El uso de prostaciclina (epoprostenol) ha tenido éxitos en el alivio de los síntomas de hipertensión pulmonar. Debido a que la administración de prostaciclina requiere la instalación permanente de un catéter endovenoso, y los varios efectos colaterales y complicaciones, se ha vuelto de importancia la producción de análogos sintéticos de diferentes rutas de administración, así como de mayor estabilidad y duración de los efectos.

## Efectos secundarios
Un 85% de los pacientes reportan dolor y otra reacción en el sitio de infusión. Otros efectos colaterales pueden incluir cefalea, diarrea, náusea, rash, dolor en la quijada, mareo, edema (hinchazón), prurito (picazón) e hipotensión.
Es importante no descontinuar abruptamente la infusión de treprostinil pues ello puede producir un empeoramiento de los síntomas de la hipertensión pulmonar.

### Precauciones
- Treprostinil es un vasodilatador, por lo que su efecto anti-hipertensivo puede ser aumentado por otros medicamentos que afected la presión arterial, incluyendo un bloqueador de canales de calcio, diuréticos y otros agentes vasodilatadores.

- Treprostinil inhibe la agregación plaquetaria, por lo que hay un riesgo aumentad de sangramiento, especialmente en pacientes que estén tomando anticoagulantes.

- Se desconoce si treprostinil es secretado en la leche materna. Se aconseja precaución al administrar este medicamento a mujeres que estén lactando.

- Se deben tomar precauciones al administrar treprostinil a pacientes con insuficiencia renal o hepática.